# トイヴォ・ロウコラ
トイヴォ・ロウコラ（Toivo Aarne Loukola, 1902年10月2日 - 1984年1月10日）は、フィンランドの陸上競技選手。1928年アムステルダムオリンピックの金メダリストである。

## 経歴
ロウコラは、1928年アムステルダムオリンピックの１か月前に、非公認ではあるが3000m障害の世界新記録、9分25秒2を出していた。
ロウコラは、アムステルダムでは最初に10000mに出場。結果は7位に終わっている。そして、次いで3000m障害の予選に登場。余裕で予選を勝ち上がった。決勝のレース、ロウコラのほか、同じフィンランドのパーヴォ・ヌルミとビレ・リトラが優勝候補と見られていた。
レースは、リトラが早々とリタイアしてしまったものの、ロウコラ、ヌルミそしてオーヴェ・アンデルセンのフィンランドの3選手がレースを引っ張っていった。2000mを過ぎたところで、ヌルミが障害物の跳躍をミスり、ここでロウコラがスパートをかけた。すぐにその差は30mに広がり、この差を維持したままゴール。ロウコラは金メダルを獲得した。優勝タイム9分21秒8は、2位のヌルミに10秒近い差をつける世界新記録であった。